# Relaciones Estados Unidos-Etiopía
Las relaciones Estados Unidos-Etiopía son las relaciones diplomáticas entre Estados Unidos y Etiopía. Etiopía es un socio estratégico de los Estados Unidos en la Guerra Global contra el Terrorismo. Estados Unidos es el mayor donante a Etiopía: en 2008, la ayuda extranjera de los Estados Unidos a Etiopía totalizó US $ 969 millones, en 2009 US $ 916 millones, con un estimado de 2010 de US $ 513 y US $ 586 solicitados para 2011. La asistencia de los Estados Unidos para el desarrollo a Etiopía se centra en reducir la vulnerabilidad a la hambruna, el hambre y la pobreza y hace hincapié en su económica, gobernanza, y reformas de políticas del sector social. También se proporcionan algunos fondos para entrenamiento militar, que incluyen entrenamiento en temas como las leyes de guerra y la observancia de derechos humanos.
Recientemente, el gobierno etíope ha sido criticado por violaciones de derechos humanos graves. Según Human Rights Watch, la ayuda prestada por los Estados Unidos se está abusando para erosionar la democracia en Etiopía.
El actual Embajador de Etiopía en los Estados Unidos es Girma Birru; también está acreditado en Canadá y México. Los principales funcionarios de los Estados Unidos incluyen al Embajador Michael A. Raynor y Jefe adjunto de la Misión Troy Fitrell. La Embajada de los Estados Unidos en Etiopía se encuentra en Addis Abeba.
De acuerdo con el Informe de liderazgo global de EE. UU. de 2016, el 29% de etíopes aprueba el liderazgo de EE. UU., con un 4% de desaprobación y un 67% de incertidumbre.

## Historia

### Relaciones del siglo XX
Las relaciones entre Estados Unidos y Etiopía se establecieron en 1903, luego de nueve días de reuniones en Etiopía entre el Emperador Menelik II y Robert P. Skinner, un emisario del Presidente Theodore Roosevelt. Este primer paso se complementó con tratados de arbitraje y conciliación firmados en Addis Abeba el 26 de enero de 1929. Estas relaciones formales incluían una subvención del estado de Nación más favorecida, y eran buenas hasta la ocupación italiana en 1935.
Warqenah Eshate, mientras visitaba los Estados Unidos en 1927, visitó Harlem, donde entregó los saludos de  Ras  Tafari a la comunidad afroamericana y la invitación de Tafari a afroamericanos calificados para establecerse en Etiopía Varios afroamericanos viajaron a Etiopía, como John Robinson que se convirtió en el comandante de la Fuerza Aérea de Etiopía, donde desempeñaron varios papeles en la modernización del país antes de la conquista italiana en 1935.
En su autobiografía, el emperador Haile Selassie señala que Estados Unidos fue uno de los cinco países que se negó a reconocer la conquista italiana de su país.

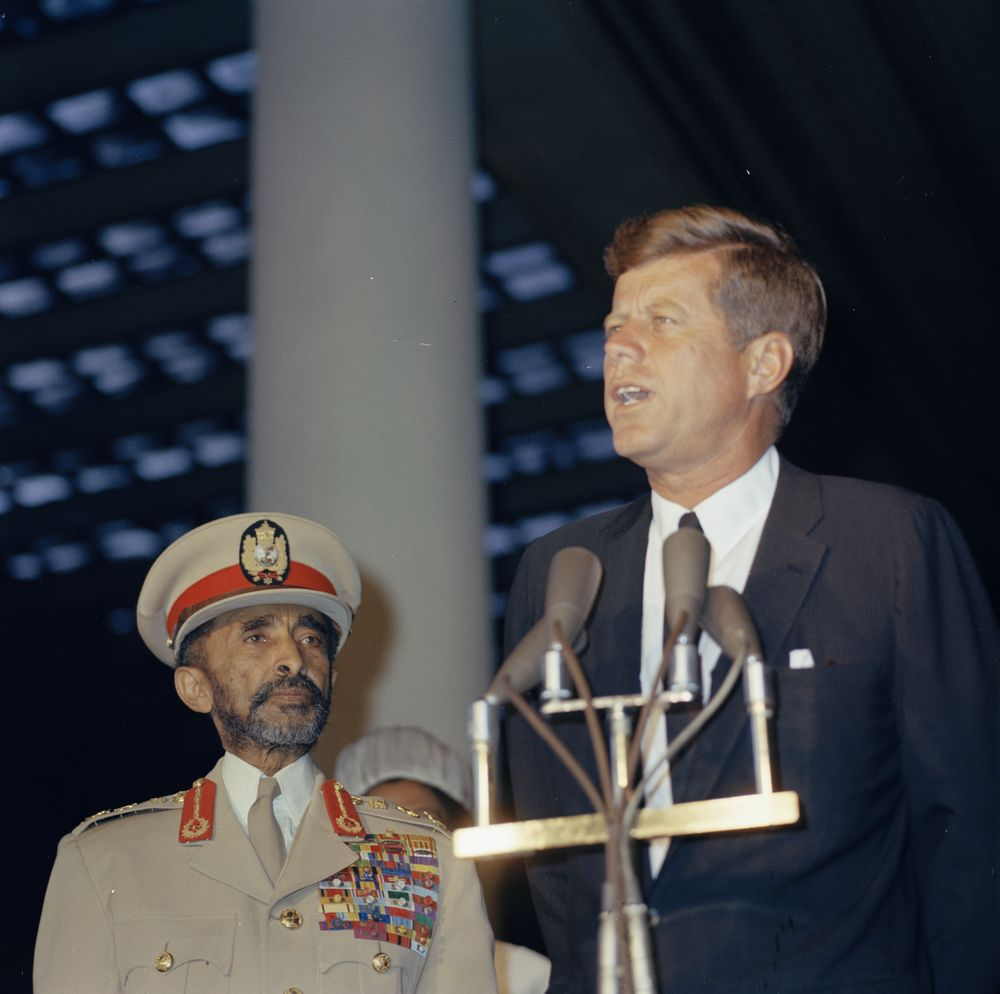
El presidente Kennedy y Haile Selassie en 1963

Tras el regreso del emperador Haile Selassie a Etiopía, los Estados Unidos certificaron la participación de Etiopía en Lend-Lease. Esto fue seguido el 16 de mayo de 1944 por la llegada de lo que más tarde se llamó la Misión Fellows, dirigida por James M. Landis. Otro evento importante ocurrió en enero de 1944, cuando el presidente Franklin Roosevelt se reunió personalmente con el emperador Haile Selassie a bordo del "USS Quincy" en el Gran Lago Amargo de Egipto. Aunque no se resolvió ningún asunto de fondo, la reunión fortaleció la ya fuerte predilección del Emperador hacia los Estados Unidos, así como incomodó a los británicos que habían estado en desacuerdo con el gobierno etíope por la disposición. de Eritrea y el Ogaden.
Estos lazos se fortalecieron con la firma del tratado de amistad y relaciones económicas de septiembre de 1951. En 1953, se firmaron otros dos acuerdos: un acuerdo de asistencia de defensa mutua, en virtud del cual los Estados Unidos acordaron proporcionar equipo militar y entrenamiento, y un acuerdo para regularizar las operaciones de una instalación de comunicación de los Estados Unidos en Asmara, Kagnew Estación. En 1957, el entonces vicepresidente de los Estados Unidos Richard Nixon visitó Etiopía y lo llamó "uno de los aliados más leales y consistentes de los Estados Unidos". Además, durante la década de 1960, el Ejército de los EE. UU. proporcionó mapas para gran parte del país de Etiopía en una operación conocida como Misión de Mapas Etiopía-Estados Unidos. A lo largo del año fiscal de 1978, los Estados Unidos proporcionaron a Etiopía $ 282 millones en asistencia militar y $ 366 millones en asistencia económica en agricultura, educación, salud pública y transporte.

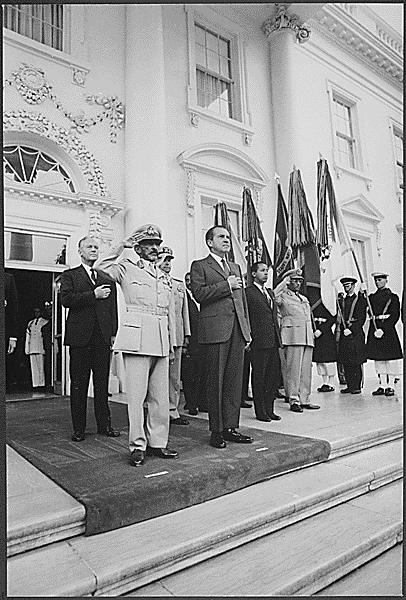
El emperador Haille Sellasse y el presidente Nixon en 1969.

Etiopía fue uno de los primeros países en participar en el programa estadounidense Cuerpo de Paz, que hizo hincapié en la agricultura, la educación básica, el turismo, la salud, el desarrollo económico y la enseñanza del inglés como idioma extranjero. El Cuerpo de Paz informa que desde 1962, cuando sus primeros voluntarios llegaron a Etiopía, un total de 2,934 voluntarios han servido en ese país. Servicio de información de los Estados Unidos los intercambios educativos y culturales también fueron una parte importante de sus relaciones.

#### Régimen de Mengistu
Después de la Revolución etíope, la relación bilateral comenzó a enfriarse debido a la vinculación de Derg con comunismo internacional y la repulsión de los Estados Unidos en los abusos de los derechos humanos de la junta. Los Estados Unidos rechazaron la solicitud de Etiopía de aumentar la asistencia militar para intensificar su lucha contra la Movimiento secesionista de Eritrea y para repeler la Invasión somalí. La Ley Internacional de Seguridad y Desarrollo de 1985 prohibió a los EE. UU. la asistencia económica a Etiopía, con la excepción del desastre humanitario y la ayuda de emergencia. En julio de 1980, el embajador de los Estados Unidos en Etiopía fue retirado a petición del Gobierno de Etiopía (que era entonces Frederic L. Chapin), y la Embajada de los Estados Unidos en Etiopía y la Embajada de los Estados Unidos en los Estados Unidos fueron encabezadas posteriormente por Encargados de negocios.

#### Régimen post-Mengistu
Con la caída de Mengistu Haile Mariam (que había tomado el control del Derg), las relaciones entre los Estados Unidos y Etiopía mejoraron a medida que se levantaban las restricciones legislativas sobre la asistencia no humanitaria a Etiopía. Las relaciones diplomáticas se actualizaron a nivel de embajador en 1992. La asistencia total de los gobiernos de los Estados Unidos, incluida la ayuda alimentaria, entre 1991 y 2003 fue de $ 2,3 mil millones. Durante el severo año de sequía de 2003, los EE. UU. Proporcionaron una asistencia récord de $ 553.1 millones, de los cuales $ 471.7 millones fueron de ayuda alimentaria.

### Relaciones del siglo XXI

#### U.S. Legislación del congreso
El Congreso de los Estados Unidos, sin embargo, intentó establecer condiciones, sobre las objeciones de la Administración Bush. En octubre de 2007, la Cámara de Representantes aprobó la Ley de Democracia y Responsabilidad de Etiopía de 2007, que prohíbe la ayuda  militar , a excepción de contraterror y mantenimiento de la paz a menos que Etiopía mejore su Registro de derechos humanos en Etiopía. H.R. 2003 se remitió a la Comisión de Asuntos Exteriores Senado de los Estados Unidos, pero no se votó. El proyecto de ley buscaba restringir la ayuda militar de los Estados Unidos para cualquier otro propósito que no fuera el de contraterrorismo y mantenimiento de la paz. Si el presidente certificara que todos los presos políticos habían sido liberados y un medio independiente podría funcionar sin una interferencia excesiva, la ayuda militar completa y normal podría reanudarse. La Ley de Democracia y Responsabilidad de Etiopía habría restringido la asistencia de seguridad e impuso restricciones de viaje a los funcionarios etíopes acusados de violaciones de derechos humanos a menos que Etiopía cumpliera las condiciones, aunque la legislación hubiera otorgado al presidente una exención para evitar que tales medidas tomen fuerza.
La Ley también eximió las restricciones al financiamiento del antiterrorismo, las operaciones de mantenimiento de la paz y el entrenamiento militar internacional, un reflejo de las capacidades militares de Etiopía y su papel percibido como una fuente de estabilidad en el volátil Cuerno de África.
En 2006, el gobierno de Etiopía contrató a la firma de abogados DLA Piper para cabildear contra la aprobación del H.R. 2003. El gobierno de Etiopía estaba especialmente preocupado por las sanciones que se promulgarían si se aprobara el proyecto de ley. DLA Piper, en nombre del gobierno de Etiopía, emitió declaraciones que enfatizaban el papel antiterrorista que el país desempeñaba en la región y en el que Estados Unidos confiaba. Además, los grupos de la diáspora etíope, en oposición al gobierno etíope, contrataron a Bracewell y Giuliani para presionar por la aprobación de H.R. 2003.
Cuando se le preguntó acerca de H.R. 2003, la secretaria de Estado Condoleezza Rice declaró que "el gobierno no apoya esta resolución particular de la Cámara de Representantes". El gobierno de Bush creía que las violaciones de los derechos humanos en Etiopía debían abordarse, pero afirmó que el R.R. 2003 no era el mejor método para hacerlo. En cambio, el secretario Rice anunció que el gobierno estaba trabajando con las ONG para mejorar la situación humanitaria en Etiopía y que una buena relación con el gobierno etíope era esencial para la eficacia de esos programas.

#### Guerra Global contra el Terror
Etiopía es un país importante para los Estados Unidos en la Guerra contra el Terrorismo. El Pentágono necesita a Etiopía y su servicio de inteligencia para contrarrestar la influencia de Al-Qaeda combatientes en la vecina Somalia.
La CIA supuestamente usó Etiopía como base para sitios negros para interrogar secretamente a prisioneros no declarados en la Guerra contra el terrorismo mundial.

#### Violaciones de derechos humanos
Grupos de derechos humanos han acusado a los Estados Unidos de dar al primer ministro de Etiopía Meles Zenawi "una rienda suelta" para abusar de su propia gente. En abril de 2010, Human Rights Watch publicó un informe que acusaba al partido gobernante de Zenawi Frente Democrático Revolucionario de los Pueblos de Etiopía de tener "control total de los administradores locales y de distrito para monitorear e intimidar a las personas a nivel familiar". El autor del informe Ben Rawlence también dijo que "Meles está usando la ayuda para construir un Estado de partido único" y acusó a los gobiernos extranjeros de haberse involucrado en la erosión de las libertades civiles y la democracia al dejar que su ayuda sea manipulada por Zenawi. . El gobierno de Etiopía ha denunciado el informe como "indignante".
Las violaciones de los derechos humanos en Etiopía han creado una tensión en las relaciones de los dos países. Jendayi Frazer, jefe de la política estadounidense en África como Subsecretario de Estado para Asuntos Africanos en la Oficina de Asuntos Africanos, habló de acuerdos "sin precedentes" entre la oposición etíope y el gobierno, que Se dijo que eran "un avance monumental en el entorno político". Los ejemplos que dio incluyen la reforma de la Junta Nacional Electoral de Etiopía y un nuevo código de conducta para la prensa. Pero agregó que los Estados Unidos habían planteado "fuertes preocupaciones" por las violaciones de derechos humanos.
En abril de 2010, Etiopía intentó bloquear las transmisiones de Voice of America, la emisora estatal de Estados Unidos. El primer ministro Zenawi acusó a Voice of America de transmitir odio étnico y comparó a la emisora con el discurso de odio de Radio Mille Collines, que había ayudado a provocar un genocidio en Ruanda.  The Economist  señaló que la respuesta de los Estados Unidos a estas acusaciones había sido bastante silenciosa, probablemente debido a la importancia de la alianza entre los Estados Unidos y Etiopía.
Durante el estallido de las protestas etíopes 2016, la Embajada de los Estados Unidos en Addis Abeba emitió un comunicado en el que decía que el gobierno de los Estados Unidos estaba "profundamente preocupado por la extensa violencia".

#### Integración africana

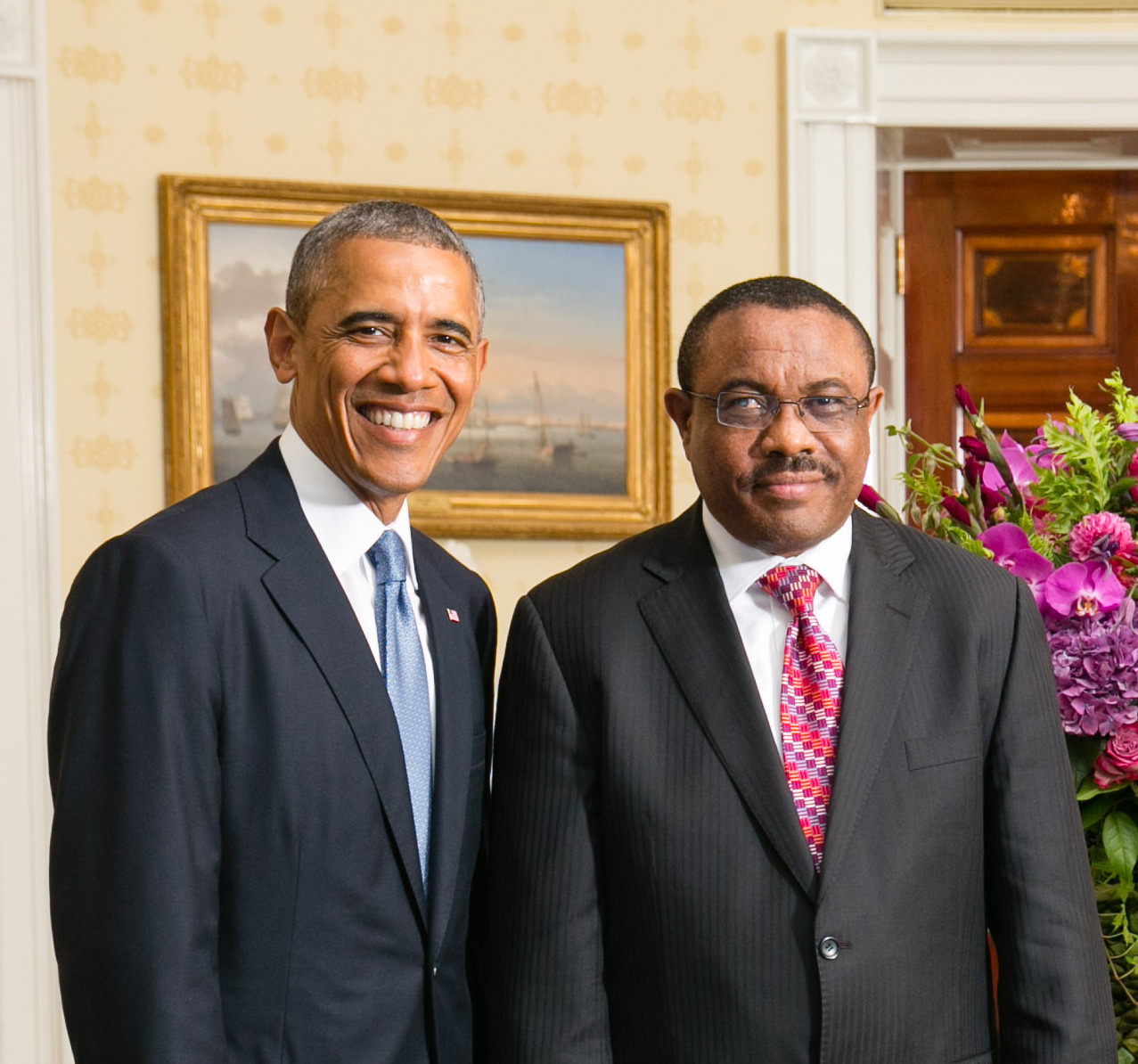
El primer ministro Hailemariam Desalegn y el presidente Obama en la Casa Blanca en 2014.

Barack Obama fue el primer presidente en funciones de los Estados Unidos en hablar frente a la Unión Africana en la capital de Etiopía Addis Abeba, el 29 de julio de 2015. Con su discurso, alentó al mundo a aumentar los lazos económicos a través de las inversiones y el comercio con el continente, y elogió los progresos realizados en educación, infraestructura y economía. Pero también criticó la falta de democracia y de líderes que se niegan a abandonar la discriminación contra las minorías ( personas LGBT, grupos religiosos y etnicidades) y corrupción. Sugirió una intensificación democratización y libre comercio, para aumentar significativamente la calidad de vida de los africanos.